# Heinrich Ludolf Ahrens
Heinrich Ludolf Ahrens (Helmstedt, 6 giugno 1809 – Hannover, 24 settembre 1881) è stato un glottologo e filologo tedesco.
Indagò in maniera accurata la storia della lingua greca secondo le nuove dottrine di Franz Bopp e Jacob Grimm e fondò su solide basi la dialettologia greca antica.

### Opere
- 1839 – De grecae linguae dialectis (2 volumi)
- 1852 – Griechische Formenlehre des homerischen und attischen Dialekts